# Sharon Case
Pour les articles homonymes, voir Case (homonymie).
Sharon Case est une actrice américaine, née le 9 février 1971 à Détroit dans le Michigan.

## Biographie
Elle rejoint Les Feux de l'amour en 1994 en tant que Sharon Collins. Elle est la troisième actrice à jouer ce rôle et est celle qui y est restée le plus longtemps. Elle tourne toujours à ce jour dans la série.
Sharon Case remporta plusieurs récompenses grâce à son travail dans Les Feux de l'amour, comme le Outstanding Supporting Actress Daytime Emmy en 1999 ou encore le Soap Opera Award for Hottest Female In A Daytime Drama en 1998. Elle honora cet award en posant pour le magazine FHM en 2001.
Elle joua le rôle de Debbie Simon dans As The World Turns de 1992 à 1993.
Elle est membre de l'Église de Scientologie.
Son père est d'origine hongroise.
En 2005, elle produit un film, Carpool Guy, avec une de ses collègues dans Les Feux de l'amour, Lauralee Bell, qui est la fille du producteur du feuilleton. En 2007, elle joue avec Debra Hopkins dans le film Repressions. Elle est mariée avec l'acteur Sandy Corzine depuis avril 2007.
En 2009, Sharon a été en couple avec le chanteur country Jimmy Wayne.
Sharon Case a annoncé au mois de mars 2010, qu'elle divorce.
En 2020, elle annonce qu'elle est en couple avec Mark Grossman, l'acteur qui interprète Adam Newman dans Les Feux de l'amour depuis 2019. Ils se sont séparés en 2021.

## Filmographie

### Cinéma
- 1991 : Diplomatic Immunity : Ellen Hickel
- 2005 : Wentworth : Emily
- 2005 : Carpool Guy : Vanessa
- 2007 : Repressions : Janie

### Télévision

#### Téléfilm
- 2010 : Le Cœur de la famille : Hope Jensen

#### Série télévisée
- 1991 : Beverly Hills 90210 : Darla Dillon (saison 1, épisodes 19 et 21)
- 1991 : Parker Lewis ne perd jamais : Donna Sue Horton (saison 2, épisode 25 et saison 2 épisode 4)
- 1992-1993 : As the World Turns : Debbie Simon (6 épisodes)
- Depuis 1994: Les Feux de l'amour : Sharon Newman
- 2000 : Sarah : Theresa (saison 1, épisodes 16 et 19)
- 2009 et 2011 : Poor Paul : Lisa (saison 2, épisodes 21 et 23)

## Distinctions

### Récompenses
- 1998 : Soap Opera Digest Awards de la star féminine la plus hot dans une série télévisée dramatique pour Les Feux de l'amour (The Young and the Restless) (1994-) pour le rôle de Sharon Collins.
- 1999 : Daytime Emmy Awards de la meilleure actrice dans un second rôle dans une série télévisée dramatique pour Les Feux de l'amour (The Young and the Restless) (1994-) pour le rôle de Sharon Collins.
- 2018 : Soap Awards France de la meilleure actrice internationale dans une série télévisée dramatique pour Les Feux de l'amour (The Young and the Restless) (1994-) pour le rôle de Sharon Collins.
- 2019 : Soap Awards France de la meilleure actrice internationale dans une série télévisée dramatique pour Les Feux de l'amour (The Young and the Restless) (1994-) pour le rôle de Sharon Collins.
- 2020 : Soap Hub Award de l'actrice préférée dans une série télévisée dramatique pour Les Feux de l'amour (The Young and the Restless) (1994-) pour le rôle de Sharon Collins.

### Nomination
- 1996 : Daytime Emmy Awards de la meilleure jeune actrice dans une série télévisée dramatique pour Les Feux de l'amour (The Young and the Restless) (1994-) pour le rôle de Sharon Collins.
- 1997 : Daytime Emmy Awards de la meilleure jeune actrice dans une série télévisée dramatique pour Les Feux de l'amour (The Young and the Restless) (1994-) pour le rôle de Sharon Collins.
- 2000 : Daytime Emmy Awards de la meilleure actrice dans un second rôle dans une série télévisée dramatique pour Les Feux de l'amour (The Young and the Restless) (1994-) pour le rôle de Sharon Collins.
- 2003 : Soap Opera Digest Awards de la meilleure actrice dans un second rôle dans une série télévisée dramatique pour Les Feux de l'amour (The Young and the Restless) (1994-) pour le rôle de Sharon Collins.
- 2004 : Daytime Emmy Awards de la meilleure actrice dans un second rôle dans une série télévisée dramatique pour Les Feux de l'amour (The Young and the Restless) (1994-) pour le rôle de Sharon Collins.
- 2009 : Gold Derby Awards de la meilleure actrice principale dans une série télévisée dramatique pour Les Feux de l'amour (The Young and the Restless) (1994-) pour le rôle de Sharon Collins.
- 2009 : Online Film & Television Association Awards de la meilleure actrice dans un second rôle dans une série télévisée dramatique pour Les Feux de l'amour (The Young and the Restless) (1994-) pour le rôle de Sharon Collins.
- 2021 : Soap Hub Award de l'actrice préférée dans une série télévisée dramatique pour Les Feux de l'amour (The Young and the Restless) (1994-) pour le rôle de Sharon Collins.
- 2023 : Daytime Emmy Awards de la meilleure actrice principale dans une série télévisée dramatique pour Les Feux de l'amour (The Young and the Restless) pour le rôle de Sharon Collins.